# White Rabbit (Jefferson Airplane)
White Rabbit è un brano acid rock dell'album Surrealistic Pillow (1967) del gruppo rock psichedelico statunitense Jefferson Airplane. Nel corso degli anni è diventato un brano manifesto del rock psichedelico più acido e corrosivo, e nel 2004 fu classificato 478° nella lista delle 500 migliori canzoni di sempre redatta dalla rivista Rolling Stone.

## Il brano
Canzone caratterizzata da un crescendo irresistibile che si interrompe in modo inatteso, fu interpretata dalla band al Festival di Woodstock del 1969. White Rabbit era stata scritta da Grace Slick quando era nei The Great Society. Il gruppo si sciolse nel 1966 e Slick fu invitata ad entrare nei Jefferson Airplane in sostituzione della cantante Signe Toly Anderson, che aveva lasciato il gruppo dopo la nascita del figlio. Il primo album al quale partecipò Slick con i Jefferson Airplane fu Surrealistic Pillow, e Grace fornì le due canzoni più celebri dell'album portando in eredità dal suo precedente gruppo: White Rabbit e Somebody to Love, composta con il cognato Darby Slick ed incisa con il titolo Someone to Love dai Great Society. Entrambe le canzoni riscossero enorme successo e resero famosi i Jefferson Airplane ai quali sarebbero rimaste associate per sempre.

### Pubblicazione
Pubblicato come secondo singolo estratto da Surrealistic Pillow nel giugno 1967, il brano divenne il secondo successo da top ten della band, raggiungendo la posizione numero 8 nella classifica statunitense Billboard Hot 100.

### Composizione e significato
and one pill makes you small

And the ones that mother gives you

don't do anything at all

e una pillola ti rende piccolo

E quelle che ti dà la mamma

in fondo non fanno nulla;

Domandalo ad Alice, quando è alta tre metri»
(White Rabbit, Jefferson Airplane)
Fu una delle prime canzoni scritte da Grace Slick, composta a fine 1965 o inizio 1966, ispirata dai libri di Lewis Carroll Alice nel Paese delle Meraviglie e Attraverso lo specchio, utilizzando elementi come il cambio di dimensioni dopo aver assunto pillole o liquidi sconosciuti, aggiornandoli alla luce della controcultura anni sessanta per descrivere gli effetti di un viaggio sotto LSD. È un brano profondamente influenzato dalla cultura delle droghe degli anni sessanta, l'LSD e i funghi allucinogeni. Ovviamente il coniglio bianco del titolo ("White Rabbit") è proprio quello del racconto di Carroll, trasfigurato come metafora della psichedelia.
Per la nazione hippie le droghe erano elemento essenziale per l'espansione della mente e la ricerca interiore. Con il suo enigmatico testo, White Rabbit fu una delle prime canzoni con riferimenti alla droga a passare in radio senza cadere vittima della censura. Persino Marty Balin, successivamente "rivale" della Slick nelle dinamiche interne dei Jefferson Airplane, riconobbe al brano la statura di vero "capolavoro".
Dal punto di vista musicale, in un'intervista rilasciata al The Wall Street Journal Grace Slick menzionò altre influenze, e cioè "il bolero" usato da Miles Davis & Gil Evans per il loro album del 1960 Sketches of Spain. Infatti il brano è essenzialmente un lungo crescendo simile a quello del famoso Boléro di Ravel.
L'influenza più evidente è comunque quella derivante dalle opere di Carroll, metafora delle esperienze lisergiche della California dell'epoca; i celebri romanzi dedicati al mondo fantastico e inquietante della piccola Alice (Alice nel paese delle meraviglie e Attraverso lo specchio), dei quali nel testo del brano vengono espressamente citati personaggi come:
- il bianconiglio
- il bruco che fuma il narghilè
- il catastrofico cavaliere bianco
- la collerica regina rossa
- il sonnolento ghiro

La Regina rossa e il cavaliere bianco menzionati nel brano, possiedono attributi che differiscono dal testo originale di Lewis Carroll, dove il cavaliere bianco non parla al contrario ed è la regina di cuori, non la regina rossa, che dice sempre: «Tagliatele la testa!»

## Tracce singolo
RCA 9248
1. White Rabbit (Grace Slick) - 2:30
2. Plastic Fantastic Lover (Marty Balin) - 2:37

## Formazione
- Grace Slick - voce
- Jack Casady - basso
- Spencer Dryden - batteria
- Paul Kantner - chitarra ritmica
- Jorma Kaukonen - chitarra solista

## Cover

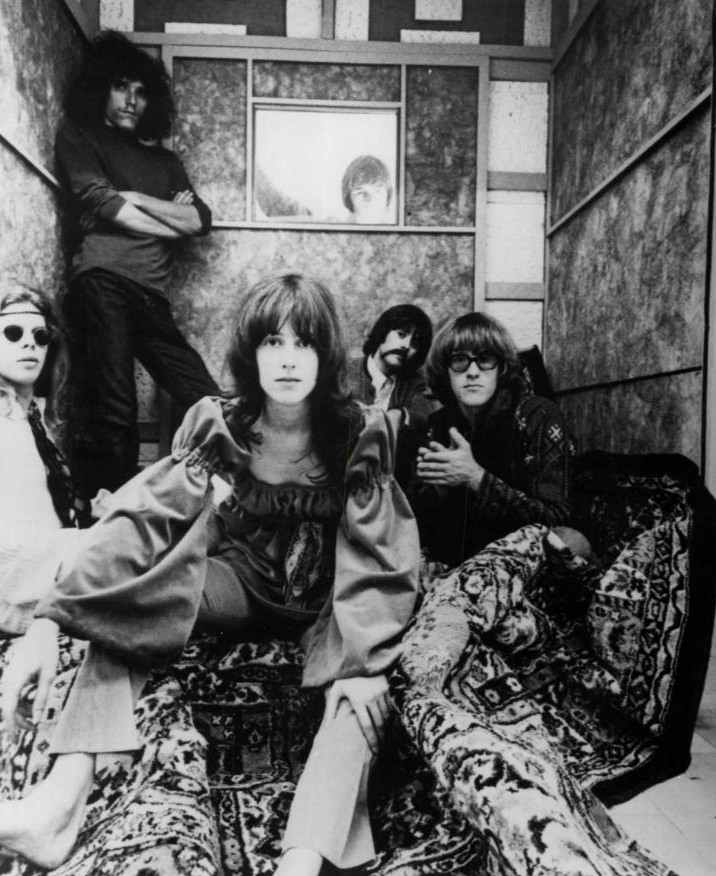
Grace Slick (in primo piano), autrice di White Rabbit, ritratta insieme agli altri membri dei Jefferson Airplane (1967)

Il brano è stato reinterpretato da numerosi artisti nel corso degli anni:
- 1967 - il chitarrista jazz Gábor Szabó & The California Dreamers
- 1967 - in francese dalle Les Intrigantes (con il titolo La Justice)
- 1971 - George Benson
- 1980 - la punk band Last Words
- 1980 - The Damned
- 1981 - The Mo-Dettes in una Peel Session
- 1985 - The Zarkons (precedentemente conosciuti come The Alley Cats)
- 1985 - il gruppo punk Ruin
- 1987 - i Sanctuary
- 1987 - il gruppo heay metal Lizzy Borden
- 1987 - la synth-pop band Act
- 1987 - i Durutti Column
- 1989 - l'hardcore punk band Slapshot
- 1989 - The Frogs
- 1990 - David Diebold & Kim Cataluna[6]
- 1995 - The Murmurs (MCA Records)
- 1995 - i Mephisto Walz
- 1996 - la band heavy metal norvegese In the Woods... per il loro White Rabbit EP e successivamente (2000) inclusa nel loro album Three Times Seven on a Pilgrimage
- 1996 - la band black metal Wind of the Black Mountains (lievemente modificata e reintitolata Black Goat) sul loro album Sing Thou Unholy Servants
- 1997 - i Born for Bliss
- 1998 - June Tabor sull'album On Air
- 1998 - Ed & Denyze Alleyne-Johnson
- 1999 - la Gothic/Garage rock band Stop the Car nel loro album Crash
- 2001 - l'industrial band Collide.[7] Una versione remix appare nei titoli di coda del film del 2007 Resident Evil: Extinction
- 2002 - Enon per la compilation Don't Know When I'll Be Back Again VVA Benefit Compilation
- 2003 - i Blue Man Group con alla voce Esthero[8]
- 2003 - June Tabor & The Oysterband
- 2004 - My Morning Jacket
- 2005 - Shakespears Sister per The Best of Shakespears Sister, e successivamente in Songs from the Red Room
- 2006 - remixata dai Fuzzion come Little Girl sull'album Black Magic.[9]
- 2006 - The Cadets Drum and Bugle Corps nel loro show Volume 2: Through the Looking Glass
- 2006 - Lana Lane sull'album Gemini.[10]
- 2007 - Patti Smith sull'album di cover Twelve
- 2007 - The Vincent Black Shadow sull'EP Head In A Box
- 2007 - The Crüxshadows sull'EP Birthday.
- 2008 - The Smashing Pumpkins come citazione in Heavy Metal Machine.
- 2009 - il musicista rock russo Nike Borzov nella colonna sonora[11] del suo audio libro Fear and Loathing in Las Vegas
- 2010 - Grace Potter and the Nocturnals nella colonna sonora del film Alice in Wonderland
- 2010 - The Indecent sul loro album di debutto Her Screwed Up Head.
- 2011 - Emilíana Torrini, nella colonna sonora del film Sucker Punch del 2011.
- 2013 - The Danse Society nel loro album Scarey Tales.
- 2013 - la cantante libanese Mayssa Karaa, nella colonna sonora del film American Hustle.
- 2015 - remix di Paul Kalkbrenner sotto il titolo Feed Your Head, traccia contenuta nell'album "7".
- 2016 - Joe Hawley dei Tally Hall nel suo album solista Joe Hawley Joe Hawley.
- 2017 - la cantante statunitense Pink nell'album Beautiful Trauma come bonus track nell'edizione giapponese.
- 2017 - Haley Reinhart nell'album What's That Sound?

## Campionamenti
- DJ Marky & S.P.Y in Collie Trippz
- Nice & Smooth in Do Whatcha Gotta[12]
- The Dust Brothers in Homework
- Del tha Funkee Homosapien in Eye Examination
- Psycho Realm in Needful Things
- Girl Talk in Minute By Minute
- Living Legends in Rabbit Hole sul loro album del 2001 Almost Famous
- Sugababes in Overload

## Riferimenti nella cultura di massa
Nel corso degli anni White Rabbit è stata utilizzata in numerosi film e programmi televisivi:
- Una strofa della canzone, «Go Ask Alice», venne utilizzata come titolo di un libro del 1971 sulla dipendenza dalle droghe opera di Beatrice Sparks (Alice: I giorni della droga in italiano), successivamente adattato per il piccolo schermo dalla ABC.
- La canzone è citata nel film del 1998 Paura e delirio a Las Vegas di Terry Gilliam, interpretato da Johnny Depp e Benicio del Toro, tratto dal libro parzialmente autobiografico Paura e delirio a Las Vegas di Hunter S. Thompson.
- Il brano viene suonato due volte durante l'episodio 7 della prima stagione de I Soprano, Padri e figli: la prima volta quando Tony Soprano prende il suo Prozac e ripensa alla sua infanzia, e poi ancora durante i titoli di coda.
- Nel videogioco Battlefield: Vietnam, la musica del menù principale consiste della linea di basso di White Rabbit, con l'aggiunta delle voci di Lyndon B. Johnson e Hanoi Hannah.
- La canzone è contenuta nella colonna sonora del videogame Shaun White Snowboarding del 2008.
- Il brano viene suonato durante il trailer del videogame Lost Odyssey.[14]
- White Rabbit viene suonata durante il primo episodio della sesta stagione di American Dad! (In Country...Club).
- La canzone è usata due volte nel corso del film The Game - Nessuna regola del 1997.
- La canzone è udibile nell'episodio 6 della decima stagione de I Simpson (Homer figlio dei fiori) durante un montaggio raffigurante vari abitanti di Springfield che bevono drink allucinogeni preparati da Homer.
- La traccia è presente nel film di Oliver Stone Platoon durante una scena nella quale alcuni soldati prendono droghe allucinogene.
- Nell'episodio 3 della seconda stagione di Futurama (Un colpo di testa), la testa di Richard Nixon canta l'ultima strofa della canzone.
- La canzone si sente sullo sfondo in una puntata di Tutti odiano Chris.
- Il brano è contenuto nel biopic su Brian Jones Stoned (2005) quando Jones ingerisce LSD per la prima volta.
- Nel corso della serie Supernatural, la canzone viene suonata in un episodio intitolato Hunted.
- White Rabbit è utilizzata nell'ottava puntata della prima stagione della serie Warehouse 13, Lo specchio di Alice, quando Alice ritorna per distruggere uno specchio.
- Nel film del 1998 Ideus Kinky - Un treno per Marrakech basato sull'autobiografia di Esther Freud del 1992.
- Nel corso del reality show The Osbournes nell'episodio 1 della stagione 4, Kelly Interrupted, dove la figlia di Ozzy viene portata in riabilitazione.
- Nel videogioco Conflict: Vietnam.
- Nel film American Hustle - L'apparenza inganna in una scena del film si può sentire la canzone passata alla radio.
- Nel videogioco Call of Duty: Black Ops III.
- Nel film Cashback.
- Utilizzata nel trailer del film Alice attraverso lo specchio (Alice Through the Looking Glass) diretto da James Bobin (2016).
- White Rabbit è utilizzata nell'episodio pilota di Aquarius.
- Il brano è presente nell'episodio La scomparsa di Will Byers della prima stagione di Stranger Things, quando gli agenti del laboratorio Hawkins si recano alla tavola calda di Benny Hammond per catturare Undici.
- Nell'ottava puntata della prima stagione di The Handsmaid's Tale.
- Il brano è presente nei minuti finali del primo espisodio della prima stagione di 1899.
- Il brano è utilizzato nel primo trailer del film Matrix Resurrections e in una scena dello stesso film.